# Palučci
Palučci (szerbül:  Палучци) szerb falu Bosznia-Hercegovinában, Bihács községben, a Bosznia-hercegovinai Föderáció Una-Szanai kantonjában.

## Fekvése
Bihács központjától légvonalban 37, közúton 46 km-re délkeletre, Drvartól légvonalban 27, közúton 36 km-re északnyugatra, az Una folyó partján, a horvát határ mellett fekszik. 

## Népessége
Lakossága 2013-ban 25 fő volt, csaknem teljes egészében szerb etnikumú.
| Nemzetiségi csoport | Népesség 1991 | Népesség 2013 |
| ------------------- | ------------- | ------------- |
| Szerb               | 87            | 20            |
| Bosnyák             | 0             | 2             |
| Horvát              | 0             | 0             |
| Jugoszláv           | 0             | 0             |
| Egyéb               | 0             | 3             |
| Összesen            | 87            | 25            |

## Története
A boszniai háború előtt a falu Drvar község része volt.